# Phausina leucopogon
Phausina leucopogon là một loài nhện trong họ Salticidae.
Loài này thuộc chi Phausina. Phausina leucopogon được Eugène Simon miêu tả năm 1905.